# Ruschia parvifolia
Ruschia parvifolia är en isörtsväxtart som beskrevs av L. Bol. Ruschia parvifolia ingår i släktet Ruschia och familjen isörtsväxter. Inga underarter finns listade i Catalogue of Life.